# Kaddour Sator
Pour les articles homonymes, voir Sator.
Kaddour Sator, né le 15 avril 1911 au 21, rue Jean Bart, à la casbah d'Alger et décédé le 19 novembre 1997 à Paris,, est un avocat et homme politique français puis algérien. Il est issu d'une grande famille algéroise d'origine turque.

## Biographie
Il est refusé à l'École polytechnique du fait de son indigéneté.
En 1933, plus jeune avocat en exercice, il fonde son cabinet. Il est repris à sa retraite par Mohamed Sator.
Il est un compagnon de route de Ferhat Abbas et du nationalisme algérien, aux côtés également d'Ahmed Boumendjel et Ahmed Francis. Il cofonde l'UDMA en mai 1946. La même année, il débat à la télévision avec Albert Camus.
C'est lui qui négocie auprès d'Abane Ramdane, à Alger, en 1955, le ralliement de l'UDMA au FLN. Il organise alors le réseau des avocats du FLN. Il est arrêté, emprisonné, puis placé en résidence surveillée à Oran, avant d'être libéré en 1961.
Lors du référendum du 1er juillet 1962, Kaddour Sator copréside avec Abderrahmane Farès et René Capitant la commission de contrôle électoral.
Après l'Indépendance, il devient directeur de la Législation au ministère de la Justice, poste auquel il élabore le Code de la nationalité algérienne sous l'autorité d'Amar Bentoumi et avec Ghati Benmelha.
Il est par ailleurs, après 1962, le premier bâtonnier du barreau d'Alger,. Il est ensuite élu député à l'Assemblée populaire nationale. Mais écarté du poste d'ambassadeur aux États-Unis, il se retire de la vie politique pour se consacrer à l'avocature.